# Barca Nostra

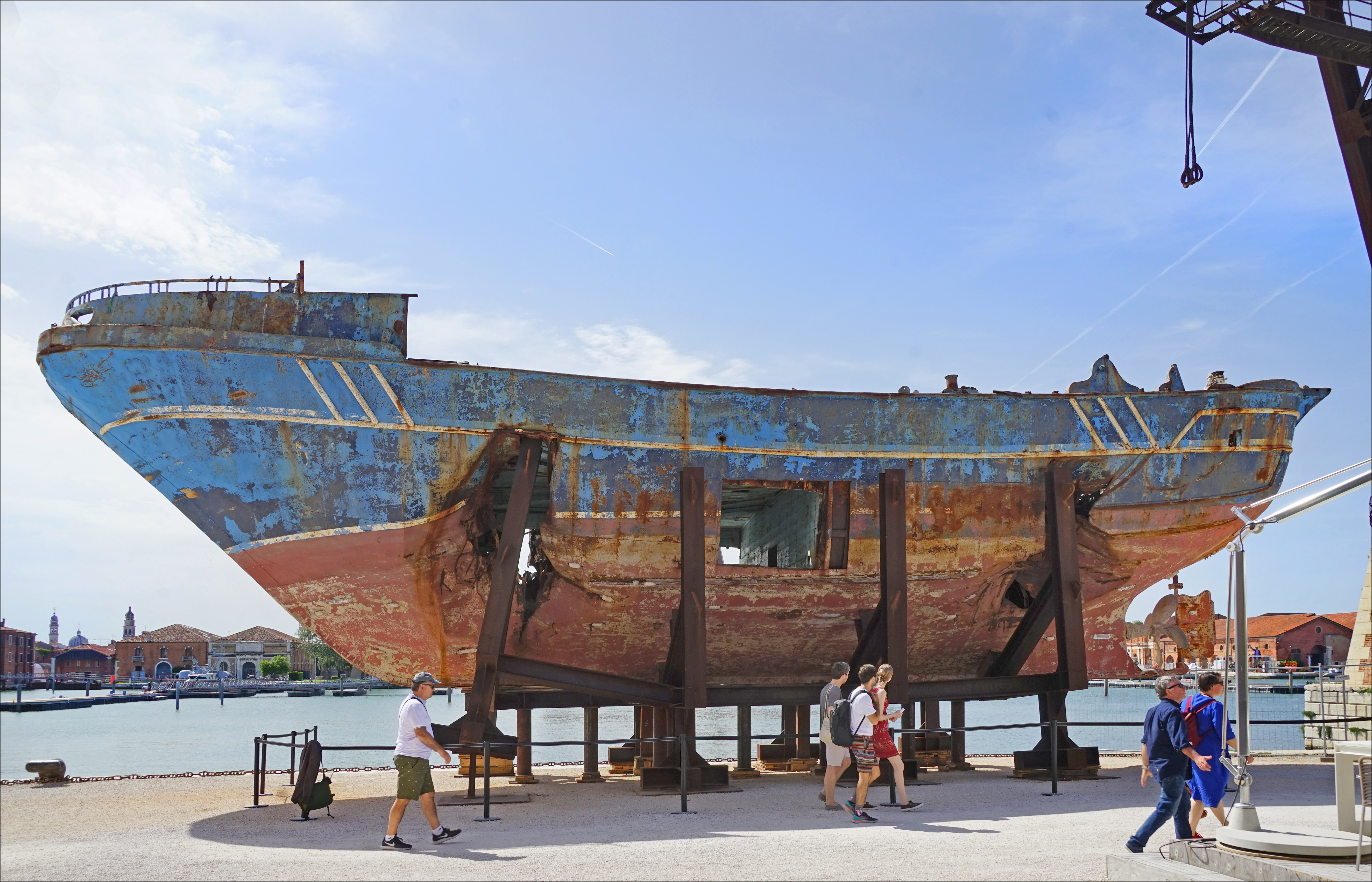
Das Fischerboot Barca Nostra im Arsenal

Barca Nostra (deutsch: Unser Boot) war ein Kunst-Projekt von Christoph Büchel, einem Schweizer Künstler und Aktionskünstler, der es auf der Biennale di Venezia im Jahr 2019 ausstellte. Das 22,5 Meter lange Fischerboot, das im Jahr 2015 mit Hunderten von Migranten sank, wurde 2016 gehoben und 2019 von Sizilien bis ins Arsenal in  Venedig transportiert. Das ausgestellte Schiffswrack führte international zu einer Debatte über Kunst und Moral.

## Schiffsuntergang
Das Fischerboot sank am 19. April 2015 im Mittelmeer 100 Kilometer nördlich der libyschen Küste und 200 Kilometer südlich der italienischen Insel Lampedusa, nachdem es einen portugiesischen Containerfrachter gerammt hatte, der dem Boot zur Hilfe kommen wollte. Nach Schätzungen von Carlotta Sami, einer Sprecherin des UN-Flüchtlingshilfswerks, befanden sich etwa 800 Migranten an Bord.
Das portugiesische Schiff leistete zwar Hilfe, konnte die Katastrophe aber nicht aufhalten. Fast alle Migranten gingen mit dem Boot unter oder ertranken, lediglich 24 Leichen konnten geborgen werden und nur 28 überlebten die Schiffskatastrophe.

## Schiffswrack
Das Schiffswrack wurde von der Marina Militare im Juni 2016 aus einer Tiefe von etwa 360 Meter geborgen. Erst nach langen Verhandlungen mit der italienischen Regierung und durch Beseitigung verwaltungstechnischer Hürden konnte es – vier Jahre nach ihrem Untergang – am 18. April 2019 auf der Biennale aufgestellt werden. Finanziert wurde das Kunstprojekt ausschließlich von privaten Geldgebern. Nach dem Ende der Biennale am 24. November 2019 soll das Schiffswrack nach Augusta transportiert und aufgestellt werden.

## Büchels Interpretation
Für Büchel, der keine Interviews zu seinem Kunstprojekt gab, ist die Barca Nostra „eine Erinnerung an eine menschliche Tragödie, aber auch ein Monument der gegenwärtigen Migration, die die realen und symbolischen Grenzen und die (Un-)Möglichkeit der Freizügigkeit von Informationen und Menschen aufzeige. Es zeige sich aber auch unsere gegenseitige Verantwortung als Vertreter kollektiver Politik und Politik, die zu solchen Schiffsuntergängen führe“.

## Rezeption

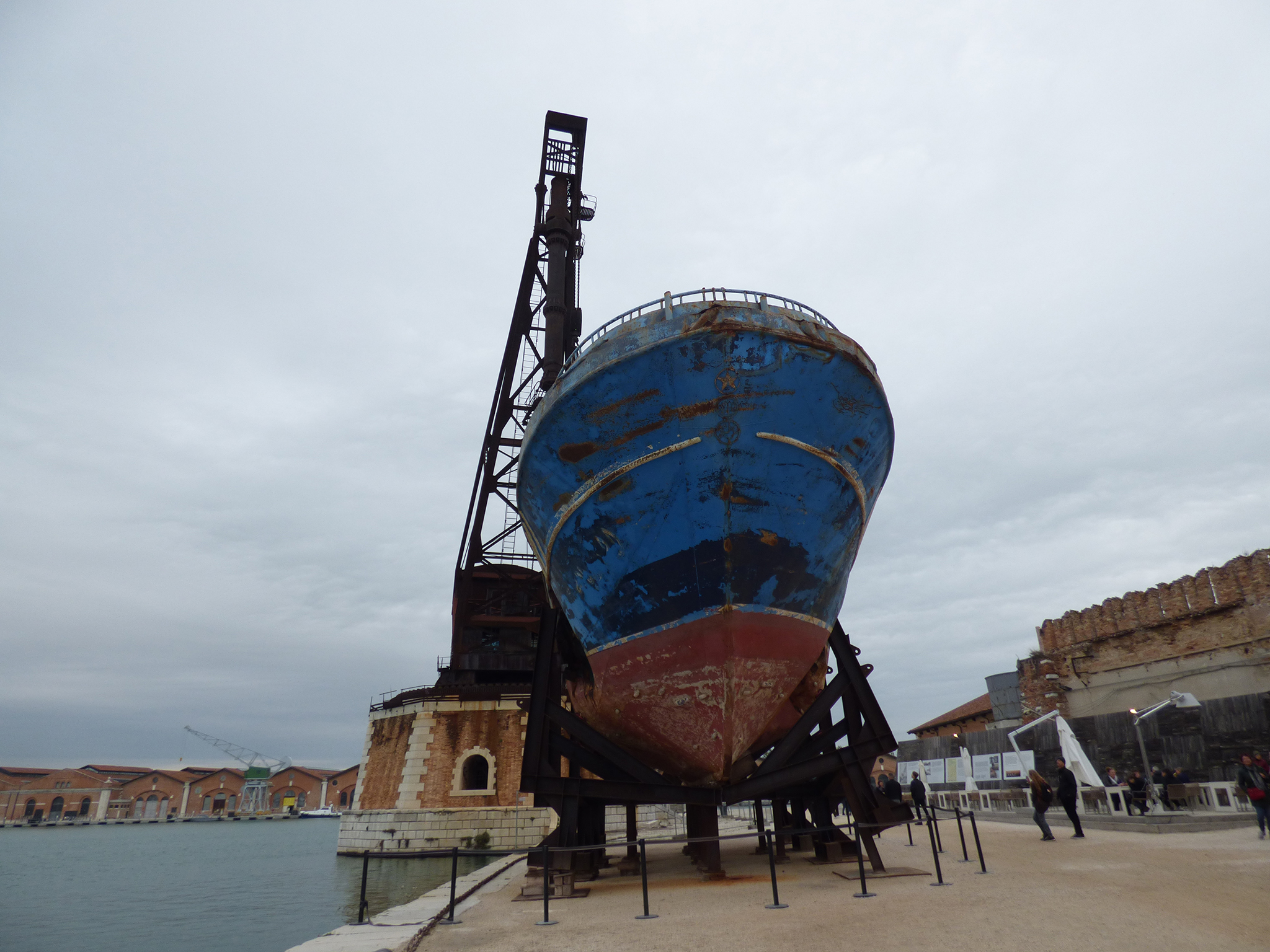
Ansicht des Schiffbugs, im Hintergrund ein historischer Kran

Das Kunstprojekt erhielt große Anerkennung und wurde als eines der besten Kunstwerke des Jahres 2019 eingeordnet. Es war aber auch das am meisten diskutierte und umstrittenste Werk 2019.
Vor allem der Aufstellungsort war in der italienischen Politik umstritten, Matteo Renzi, der damalige Ministerpräsident Italiens, wollte es als „Mahnmal für den Skandal der Migration“ nach Brüssel bringen. Der italienische Innenminister Matteo Salvini und seine Lega Nord betrachteten die Ausstellung der Barca Nostra als Skandal.
Einzelne Biennale-Künstler sprachen sich gegen das Kunst-Projekt Barca Nostra aus. Büchel wurde vorgeworfen, dass er Tragödien für die Kunst missbrauche und ferner wäre das Schiffswrack ein Tatort, das den Betrachter zum Voyeur werden lasse.
Die Leitung der Biennale verteidigte ihre Entscheidung, das Schiffswrack auszustellen. Ralf Rugoff, der Kurator der 58. Biennale, vertrat die Auffassung, dass Kunst „unseren Frieden stören und neue Perspektiven eröffnen solle“, was aber nicht als populistische Auffassung zu verstehen sei. Die Kuratorin Chiara Di Trapani merkte an, dass sie hoffe, dass sich das Publikum respektvoll verhalten und das Boot „in aller Stille betrachten“ werde.
Büchel wird auch unterstellt, dass sich die Kunstszene wie auch die Öffentlichkeit nicht ausreichend für das Schicksal der Migranten interessieren würde und andere Künstler blind gegenüber zeitgenössischen Krisen seien.